# Xã Goodhue, Quận Goodhue, Minnesota
Xã Goodhue (tiếng Anh: Goodhue Township) là một xã thuộc quận Goodhue, tiểu bang Minnesota, Hoa Kỳ. Năm 2010, dân số của xã này là 525 người.